# Trichocentrum microchilum
Trichocentrum microchilum är en orkidéart som först beskrevs av James Bateman och John Lindley, och fick sitt nu gällande namn av Mark W. Chase och Norris Hagan Williams. Trichocentrum microchilum ingår i släktet Trichocentrum och familjen orkidéer. Inga underarter finns listade i Catalogue of Life.

## Bildgalleri

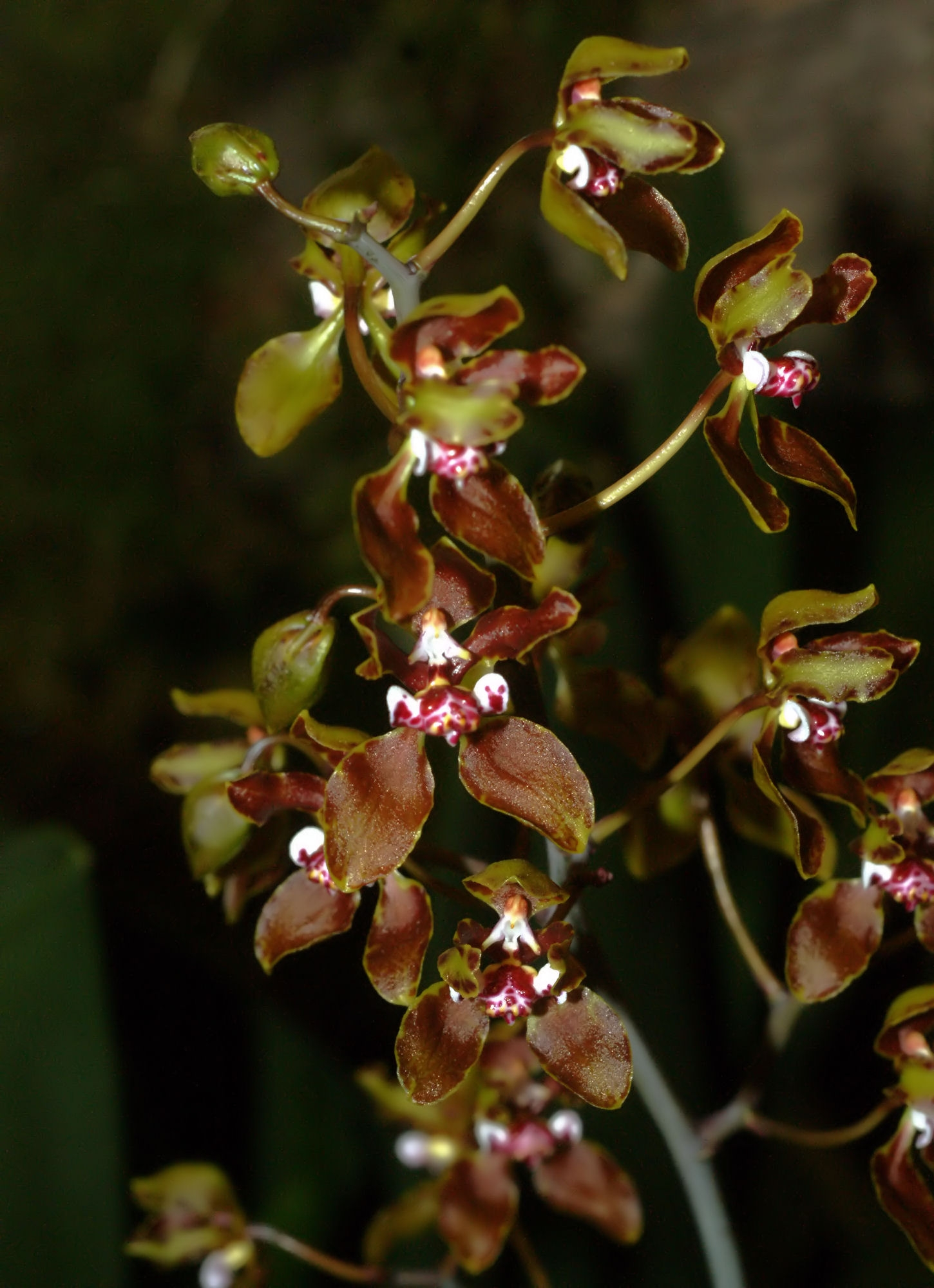
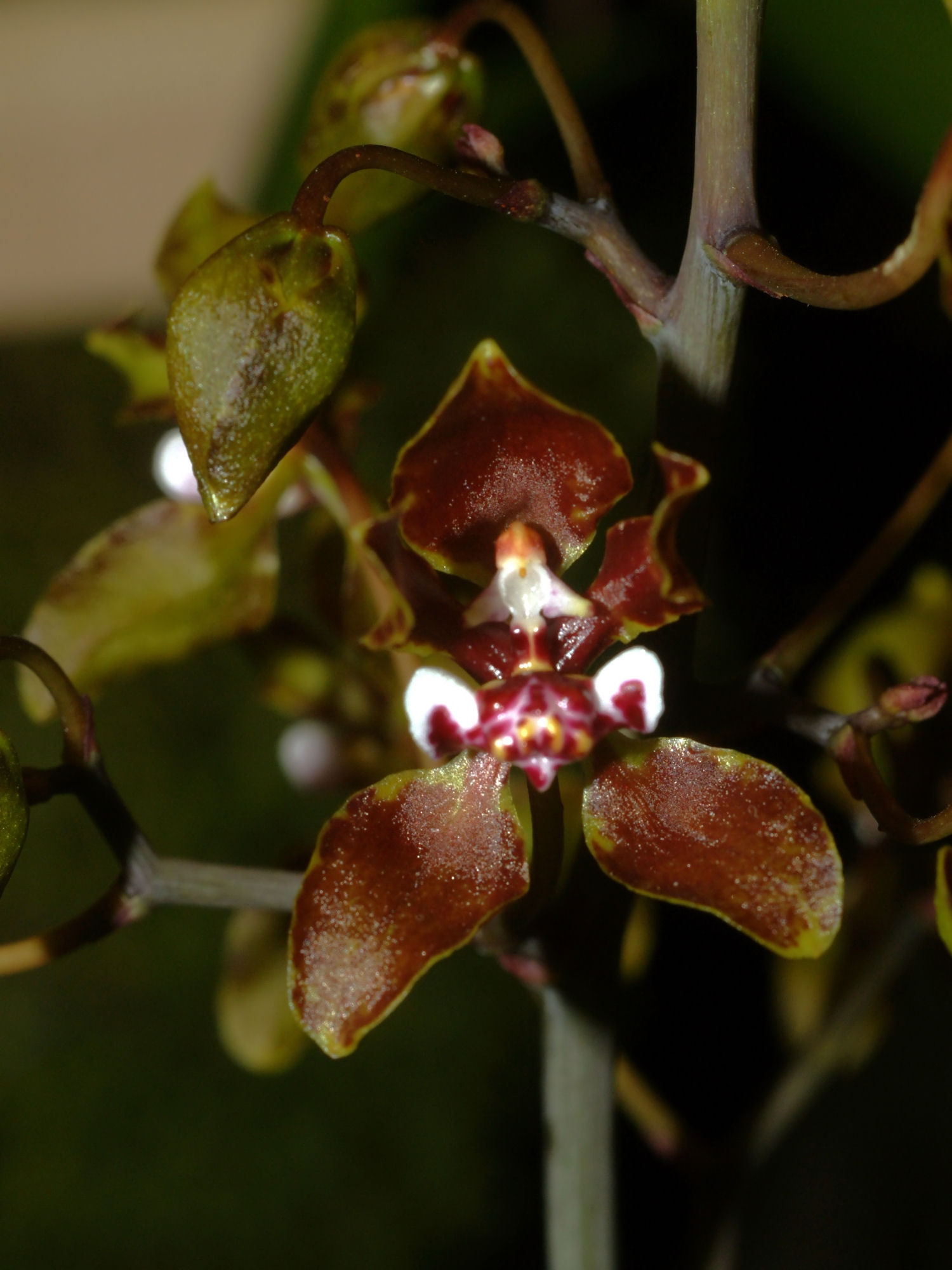
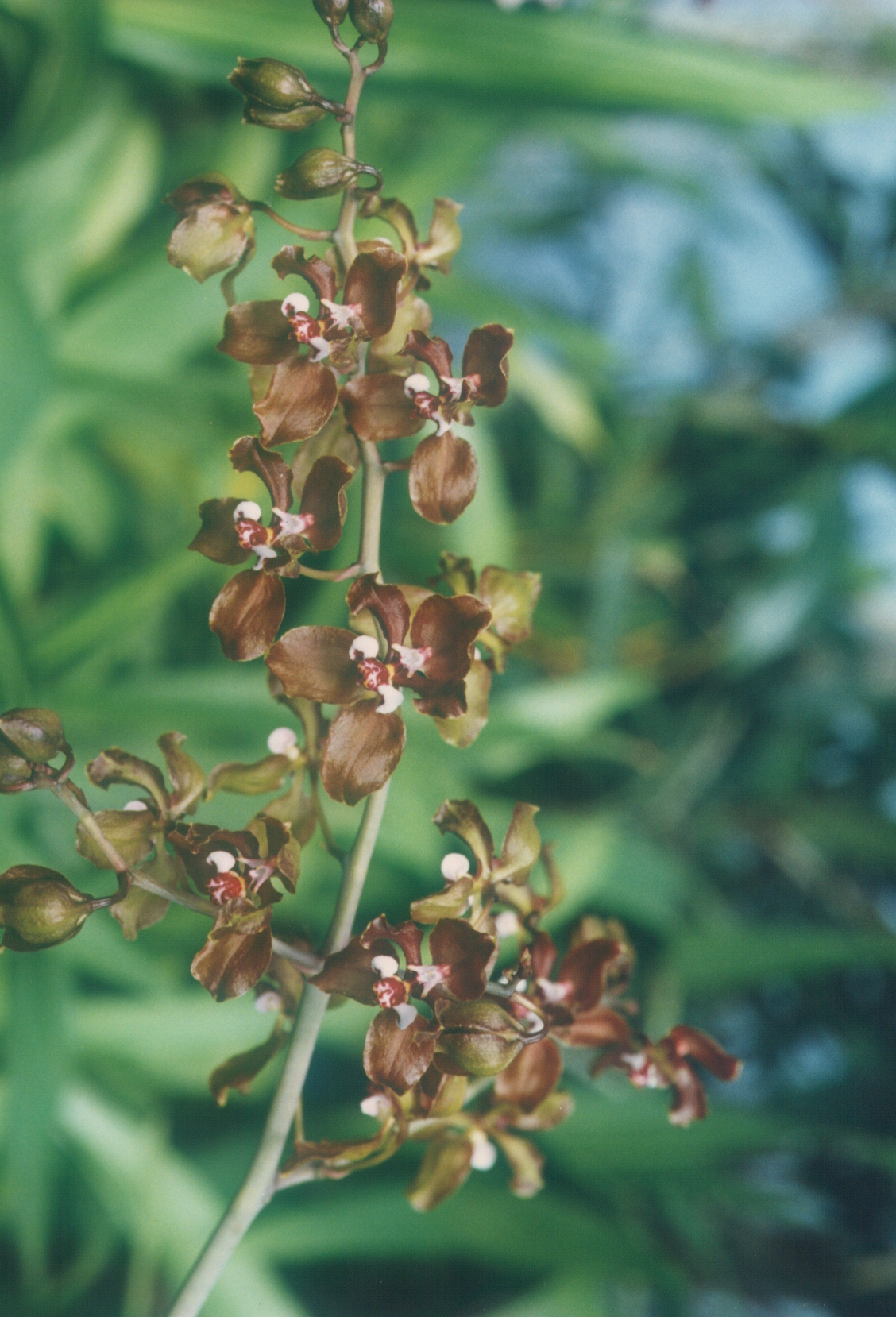
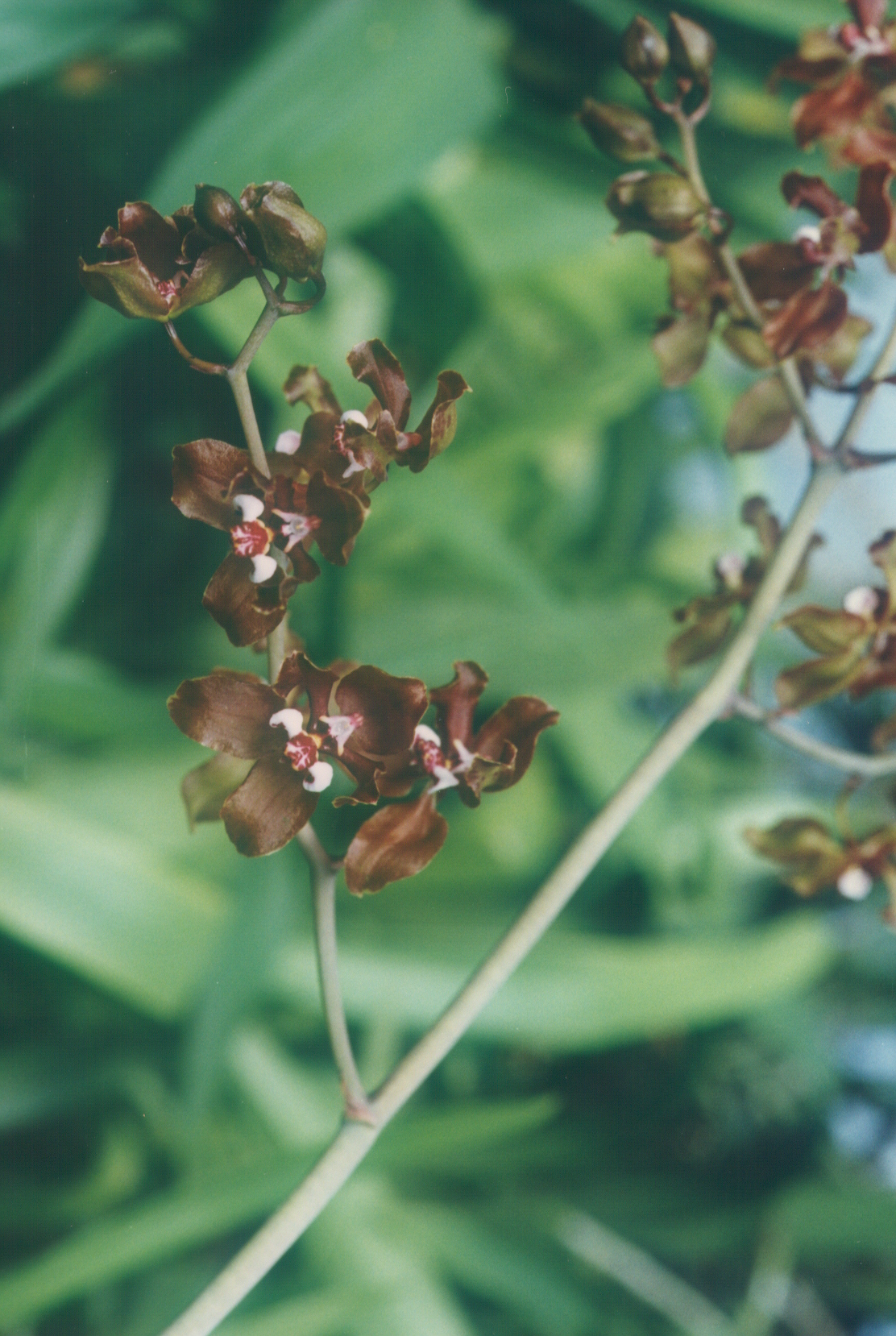